# Вилхелм II фон Еберщайн
Вилхелм II фон Еберщайн (на немски: Wilhelm II von Eberstein; * пр. 1360; † 9 март 1385) от швабската графска фамилия Еберщайни, е граф на Еберщайн в Ной-Еберщайн при Гернсбах в северен Шварцвалд.

## Произход и наследство
Той е син на граф Хайнрих II фон Еберщайн († 1367) и съпругата му графиня Маргарета фон Йотинген († сл. 1393), дъщеря на граф Лудвиг XI фон Йотинген († 1370) и Имагина фон Шауенбург († 1377).
Между 1362 и 1367 г. Вилхелм II и брат му Волфрам II фон Еберщайн (* ок. 1340; † ок. 1396) наследяват по половината от графството Еберщайн.

## Фамилия
Вилхелм II фон Еберщайн се жени пр. 1 ноември 1376 г. за Маргарета фон Ербах-Ербах (* пр. 1365; † 1395), вдовица на Конрад VI фон Вайнсберг-Бикенбах Стари († 1366), дъщеря на шенк Еберхард VIII фон Ербах-Ербах и графиня Елизабет фон Катценелнбоген. Те имат децата:
- Урсула († сл. 1428), омъжена I. за Хайнрих V фон Геролдсек († 1426), II. 1427 г. за Диболд I фон Хоенгеролдсек († 1461)
- Агнес († 2 ноември 1412), омъжена пр. 11 януари 1403 г. за Фридрих фон Нидергунделфинген († 1411/1412)
- Вилхелм III фон Еберщайн († 29 декември 1431), граф на Еберщайн
- Бернхард I фон Еберщайн (* 1381; † 7 февруари 1440), граф на Еберщайн, женен между 20 септември 1419 и 21 февруари 1420 г. за Агнес фон Финстинген († сл. 13 май 1440), дъщеря на граф Йохан III фон Финстинген († сл. 1443) и Аделхайд фон Лихтенберг († сл. 1429)